# رومان جيوفري
رومان جيوفري (بالإنجليزية: Roman Geoffrey)‏ (26 فبراير 1982 في ناميبيا - ) هو لاعب كرة قدم ناميبي في مركز الهجوم. شارك مع منتخب ناميبيا تحت 17 سنة لكرة القدم ومنتخب ناميبيا لكرة القدم. أما مع النوادي، فقد لعب مع روت فايس أوبرهاوزن ونادي دويسبورغ وRamblers F.C. ‏ ونادي أفريكان ستارز الناميبي وTSV Germania Windeck ‏ ونادي سيفكس الناميبي وOrlando Pirates S.C. ‏.

## وصلات خارجية
- رومان جيوفري على موقع قاعدة بيانات كرة القدم.إي يو (الإنجليزية)
- رومان جيوفري على موقع ناشيونال فوتبول تيمز (الإنجليزية)